# Pavel Vindišar
Pavel Vindišar (tudi Pavle Vindišar), slovenski častnik, veteran vojne za Slovenijo, * 5. marec 1939, Ljubljana.
Polkovnik magister Vindišar je častnik Slovenske vojske, veteran vojne za samostojno Slovenijo. V novoustanovljeni Republiški štab za Teritorialno obrambo je vstopil novembra 1990. Upokojil se je leta 1999.

## Splošna izobrazba in akademski nazivi
- Osnovna šola na Jesenicah, 1953
- Učiteljišče v Ljubljani, 1958
- Univerzitetni diplomirani psiholog, 1963, naziv dosežen na Filozofski fakulteti Univerze v Ljubljani
- Magister socioloških znanosti, 1976, naziv dosežen na Fakulteti za družbene vede Univerze v Ljubljani.

## Vojaška izobrazba in čini
- Šola za rezervne oficirje JLA, Bileča in Kriptografska šola JLA, Novi Sad, 1963–1964;
- V čin rezervnega podporočnika imenovan 1964;
- Center Visokih vojaških šol JLA, Beograd, 1988;
- vodja odseka za usposabljanje RŠTO (1991)
- poveljnik Poveljniško-štabne šole SV
- v čin podpolkovnika SV imenovan (18. junij 1993)
- v čin polkovnika SV imenovan 1996, z ukazom št. 833-145/96

## Sodelovanje v civilnih obrambnih organih
- Član komiteja za Splošni ljudski odpor in družbeno samozaščito v mestu Ljubljana, 1982–1990.

## Vojaške dolžnosti v Generalštabu in Ministrstvu za obrambo
- Načelnik odseka za strokovno usposabljanje rezervnih častnikov SV, 1990–1993
- Častnik v Republiški koordinacijski skupini, april – oktober 1991
- Načelnik Poveljniško-štabne šole SV 1993–1997
- Vodja Nacionalne delegacije Republike Slovenije v CISM (v Mednarodnem svetu za vojaški šport) , 1992–1999
- Svetovalec ministra za obrambo 1997–1998
- Svetovalec načelnika GŠ, 1999

Dolžnosti, na katere je bil razporejen po letu 1992 je opravljal na formacijskem mestu |brigadirja.

## Odlikovanja in priznanja
- Srebrna medalja generala Maistra z meči, 1992, št. 902/11
- Spominski znak ob 5. obletnici vojne za Slovenijo, 1996, št. 591,št. 902-126/9
- Bronasta medalja generala Maistra, 1997, št. 960-01-1/97
- Spominski znak PREMIKI 1991, št. 75, 1997. št. 960-01-18/97
- Zlata plaketa Centra vojaških šol, 1997, št. 960-00-1/97
- Znak za dolgoletno službo v SV, 1997,št. 960-04-1/97
- Zlata medalja generala Maistra, 1999, št. 960-01-13/99
Medaljo sta izročila minister za obrambo dr.F.Demšar in načelnik Generalštaba general I.Podbregar
- Spominska medalja Obranili domovino 1991-2001 za udeležbo v vojni, 2001, št. 00490
- Spominski znak Poveljniško štabne šole, izdan ob 15. obletnici njene ustanovitve, 2008

## Članstvo v stanovskih društvih
- Zveza veteranov vojne za Slovenijo

## Avtorski zapisi o vojni za Slovenijo
- Vojna za Slovenijo 1991, vojaška zgodovina št.2/01 (št.4), Ljubljana nov. 2001, izdajatelj: generalštab Slovenske vojske, CVZD, ISBN 961-228-036-3

## Spominski prispevki v reviji Slovenska vojska
- CISM odprl vrata v evropske vojaške ustanove, marec 2012, št.4; V 20 letih do priznane vojaške šole, marec 2013, št.3